# Thạch vi lông mềm
Thạch vi lông mềm (danh pháp khoa học: Pyrrosia mollis) là một loài thực vật có mạch trong họ Polypodiaceae. Loài này được Gustav Kunze miêu tả khoa học đầu tiên năm 1848 dưới danh pháp Niphobolus mollis. Năm 1935, Ren Chang Ching chuyển loài này sang chi Pyrrosia.